# Anglican Church of Southern Africa
Anglican Church of Southern Africa (ACSA) är en kyrkoprovins inom den anglikanska kyrkogemenskapen, omfattande 23 stift i följande länder i södra Afrika: Angola, Lesotho, Moçambique, Namibia, Sankta Helena, Ascension och Tristan da Cunha, Swaziland och Sydafrika. 
Kyrkans högsta överhuvud är ärkebiskopen av Kapstaden. Den mest kände innehavaren av detta ämbete var nobelpristagaren Desmond Tutu.